# Christopher Street Day

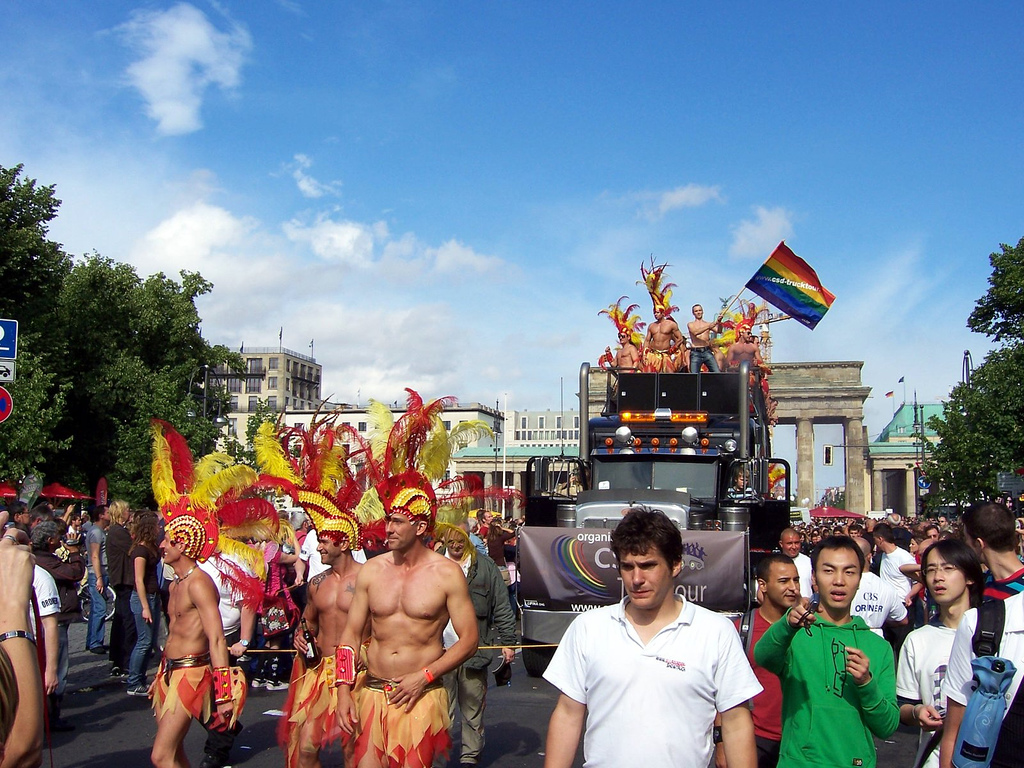
CSD en Berlín u Orgullo de Berlín

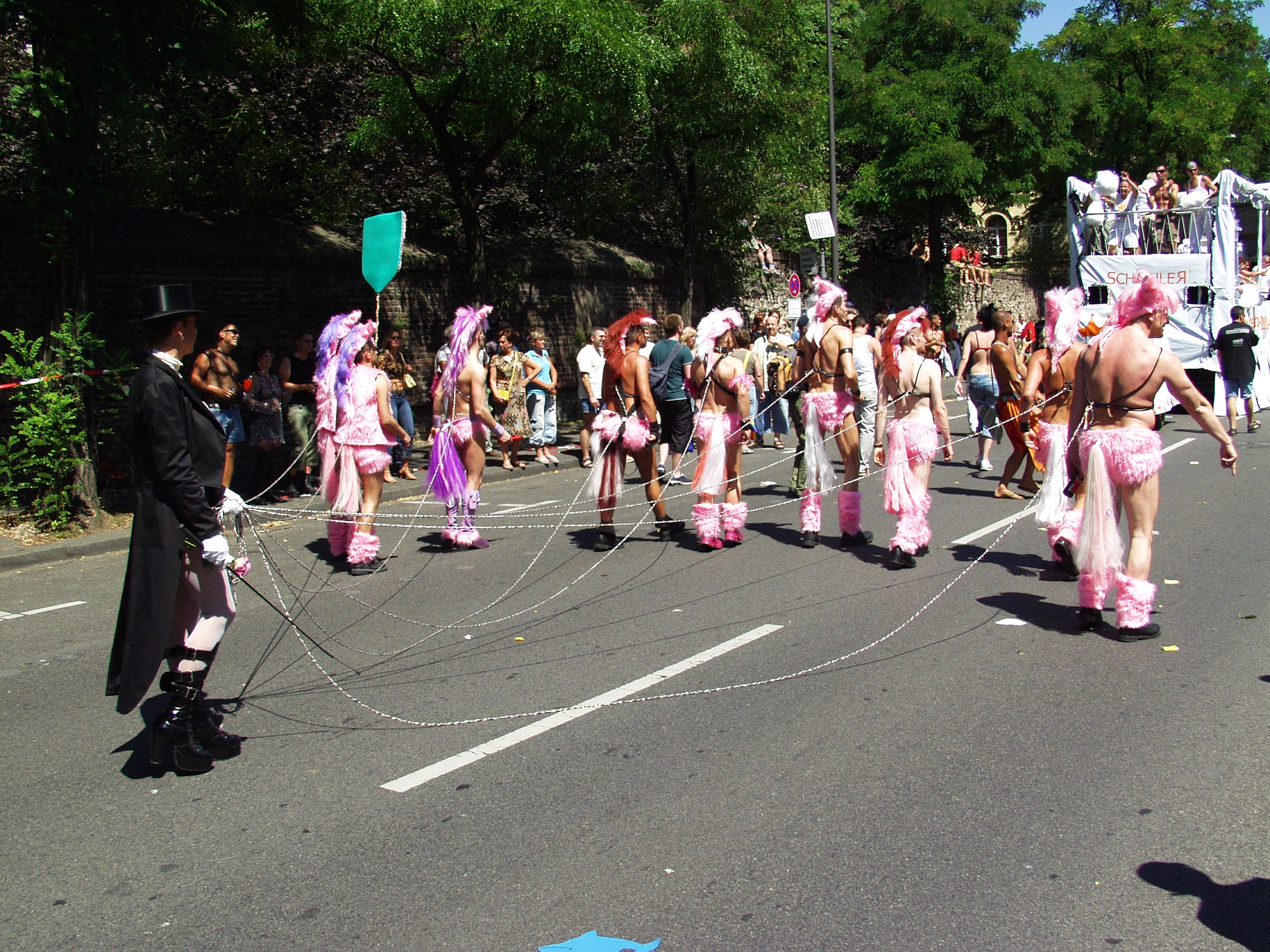
Miembros del CSD de Colonia de 2006

El Christopher Street Day (CSD), o Día de la Calle Christopher, o más precisamente Día de la Liberación de la Calle Cristopher, es el nombre que recibe en varias ciudades de Europa el habitualmente llamado Día Internacional del Orgullo LGBT, que se celebra cada 28 de junio en conmemoración los disturbios del bar Stonewall, ubicado en la calle Cristopher de Nueva York, el primer gran levantamiento de personas LGBT. Como en otras ciudades del mundo, es habitual que el Día de la Calle Cristopher (CSD) se realicen marchas y celebraciones en las ciudades que denominan de ese modo el día, utilizando la sigla CSD: CSD Hamburgo, CSD Berlín y CSD Colonia en Alemania y CSD Zúrich en Suiza. Austria llama a su desfile del orgullo Rainbow Parade, «Desfile Arcoíris» en inglés.

## Historia
El CSD conmemora los disturbios de Stonewall, el primer gran levantamiento de personas LGBT contra las redadas policiales que tuvo lugar en el bar Stonewall Inn de la calle Christopher (Calle Christopher) de Nueva York, el 28 de junio de 1969.
El 28 de junio de 1970, el Día de la Liberación de Christopher Street en Nueva York y la Asociación Christopher Street West en Los Ángeles marcaron el primer aniversario de los disturbios de Stonewall con los primeros Desfiles del Orgullo Gay en la historia de los Estados Unidos.
Desde entonces, tanto Nueva York como Los Ángeles han seguido recordando y celebrando el Christopher Street Liberation Day / Christopher Street West el último sábado de cada junio. Se ha convertido en una tradición internacional realizar una manifestación por los derechos de las personas LGBT en verano. El primer Christopher Street Day alemán tuvo lugar en Berlín en 1979; otros desfiles anteriores tenían denominaciones diferentes. El primer desfile LGBT documentado en Alemania fue en Münster el 29 de abril de 1972. El primer desfile en Suiza se celebró el 24 de junio de 1978 en Zúrich y se llamó Christopher Street Liberation Memorial Day.

## Situación actual
El CSD Berlin comenzó ya en 1979. En la actualidad, casi todas las grandes ciudades de Alemania celebran el CSD, con las más grandes de Berlín (Orgullo de Berlín), Hamburgo (Orgullo de Hamburgo) y Colonia (Orgullo de Colonia). Cuando Colonia acogió elEuropride en 2002, atrajo a 1,2 millones de participantes y espectadores a la ciudad junto con el Carnaval de Colonia.
Debido a razones organizativas, los CSD no se celebran en la fecha histórica del 28 de junio, sino en diferentes fines de semana entre junio y agosto. Por un lado, los CSD se consideran desfiles políticos y, por lo tanto, también incluyen discursos, lemas políticos y asistencias y patrocinios de políticos conocidos. Por otro lado, los CSD a menudo se comparan con procesiones de carnaval o desfiles de música techno, en los que la celebración y la fiesta son el foco principal. Esta es la idea de todos los desfiles del orgullo LGBT: a través de la celebración, las personas LGBT muestran que pueden estar orgullosas de sí mismas y de su comunidad.
Un desfile típico del CSD está compuesto por carrozas y grupos de personas a pie generalmente formados por miembros de organizaciones LGBT, pero también se usa como plataforma para campañas políticas y publicitarias, y de esta manera se ha vuelto más común la presencia de carrozas de partidos políticos o patrocinadas por empresas privadas. Además del propio desfile, en muchas ciudades se dedican días o semanas enteras a diversas actividades (actos callejeros, eventos políticos o culturales, discursos...) relacionadas con la temática LGBT.

## En Berlín

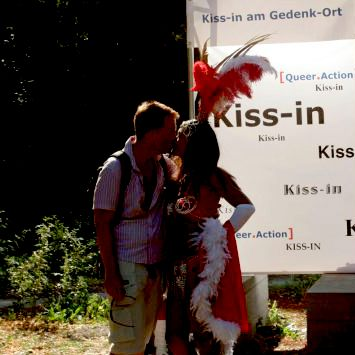
Besada en Berlín en 2006

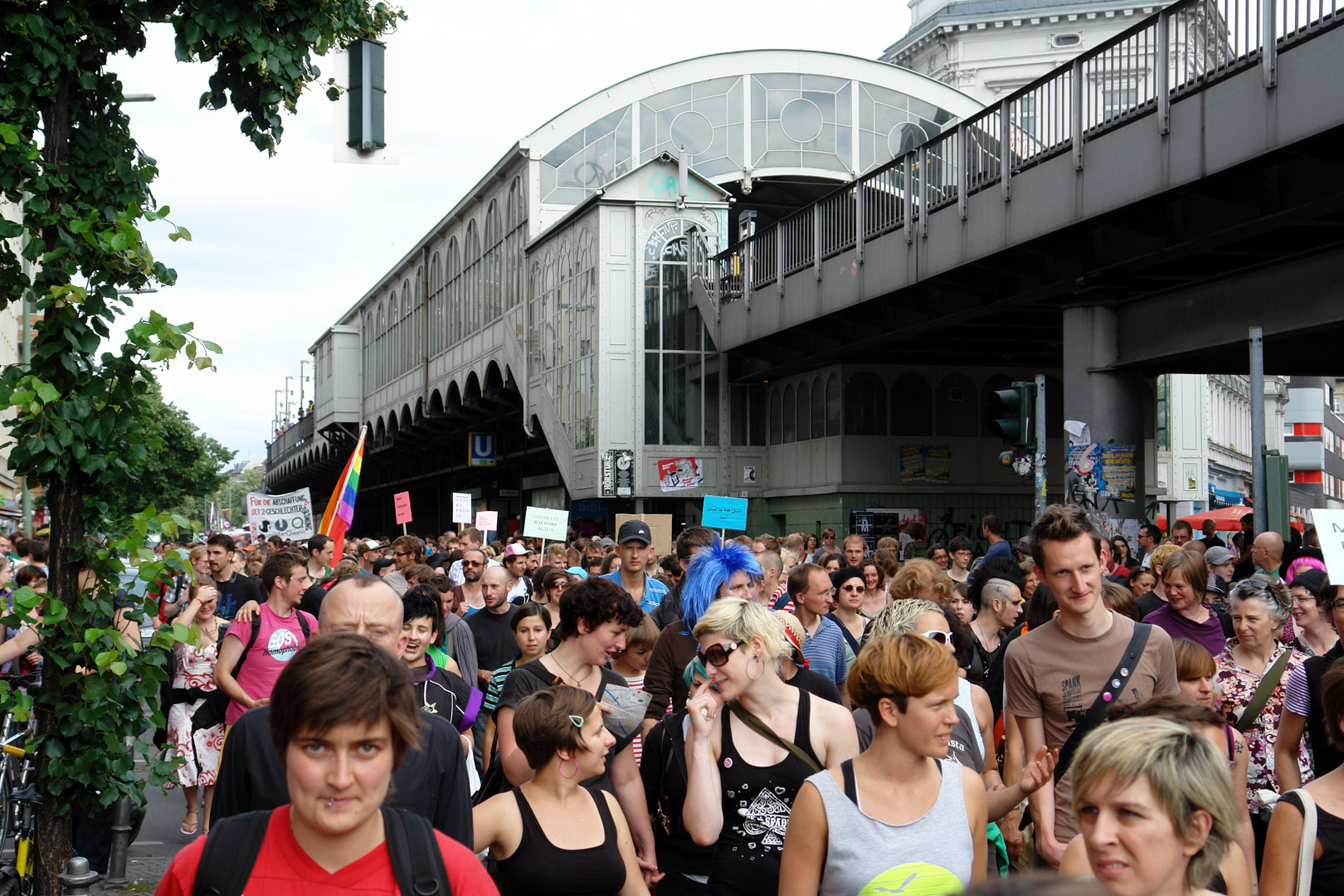
Orgullo de Kreuzberg

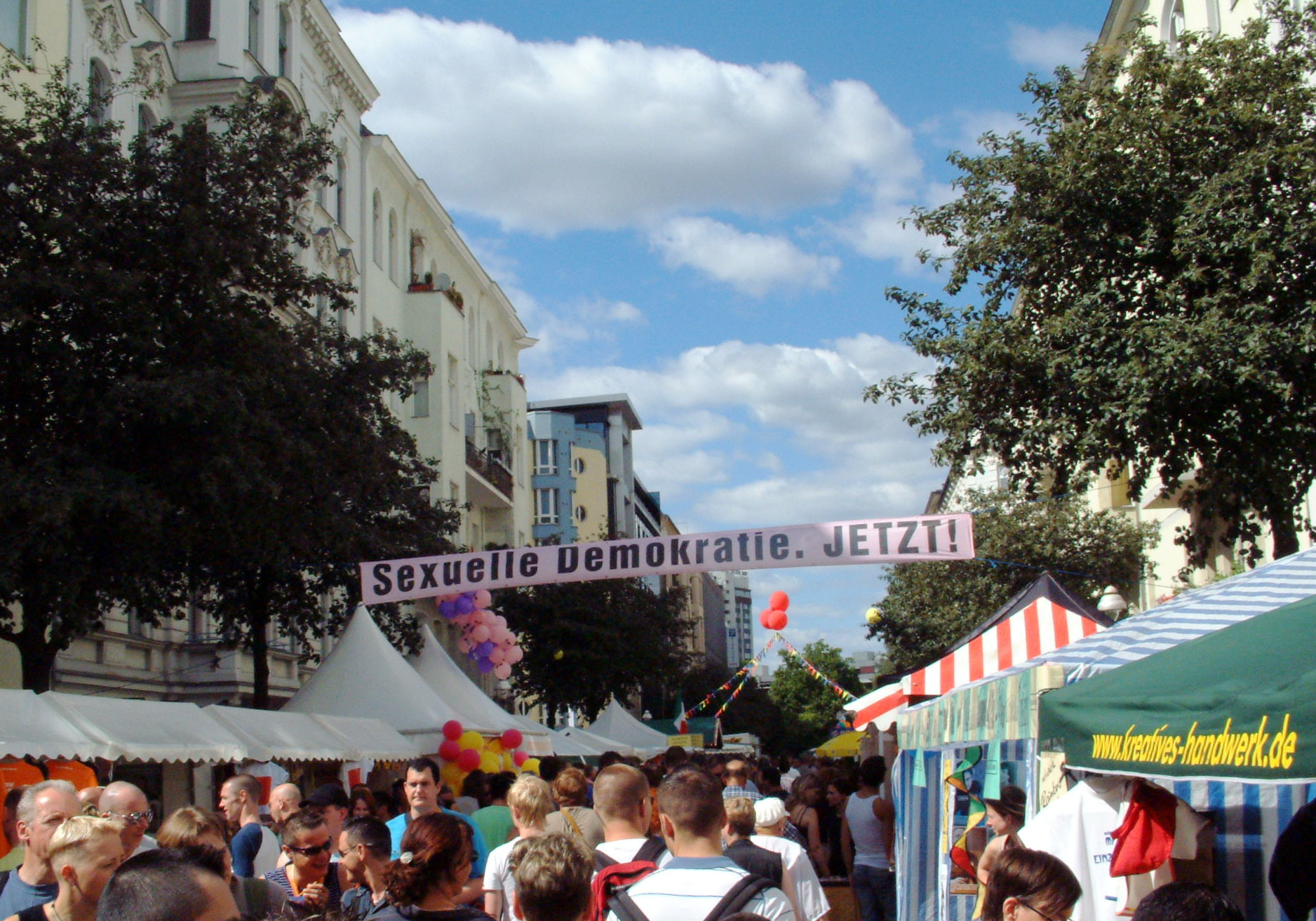
Festival Urbano Lésbico-Gay

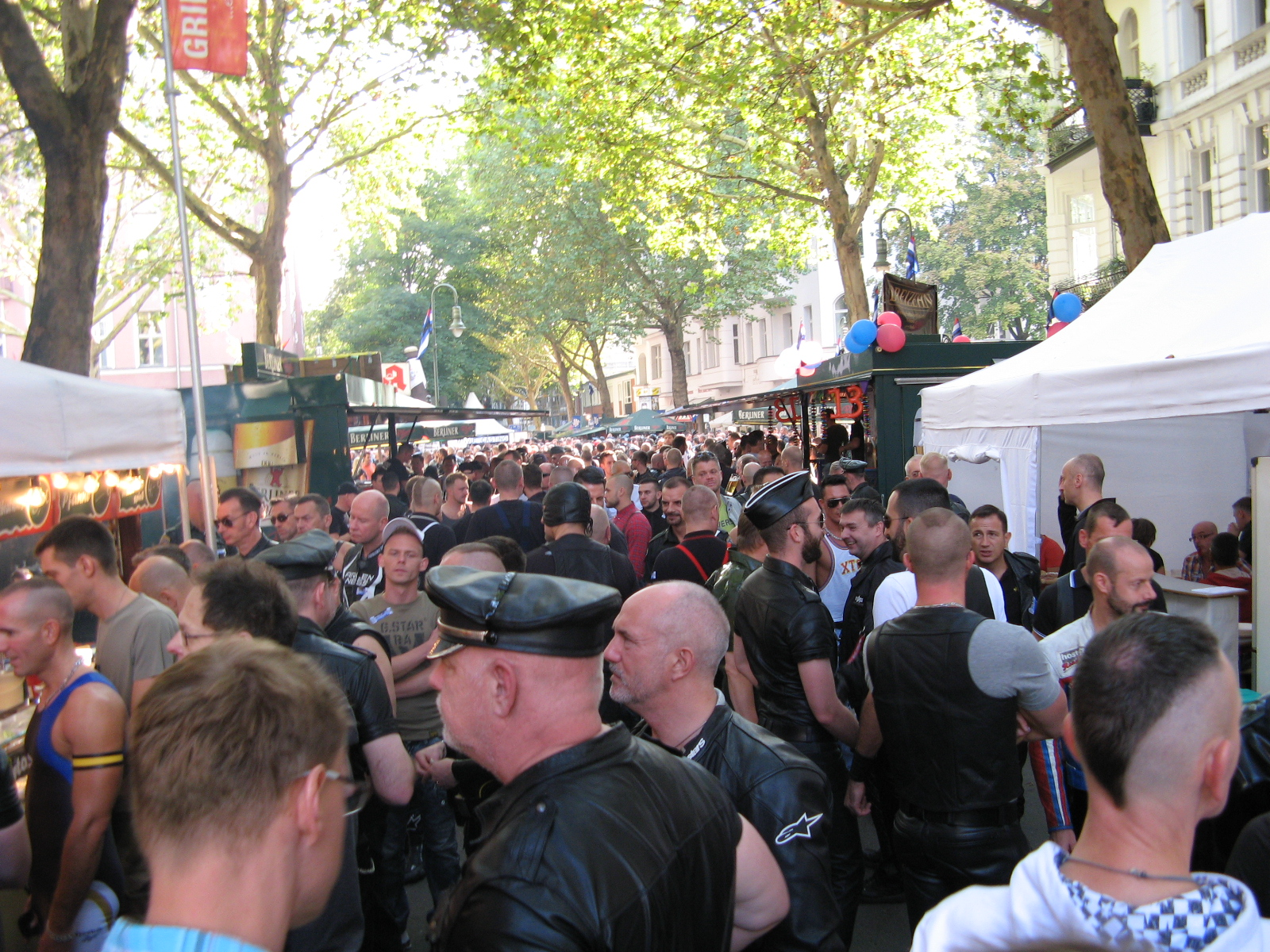
Folsom Europe

La fiesta callejera gay más grande de Europa se celebra cada año desde 1993 en Berlín y se llama Festival Urbano Lésbico-Gay (Lesbisch-schwules Stadtfest Berlin). Hoy Berlín es una de las principales ciudades europeas en eventos para personas LGBT, con cuatro grandes festivales gay cada año: el citado Festival Urbano Lésbico-Gay, el Orgullo de Berlín, Folsom Europe y el Easter Berlin.
El crecimiento y la comercialización de los CSD, junto con su despolitización, ha llevado a un CSD alternativo en Berlín, el llamado Orgullo de Kreuzberg (Kreuzberger CSD) u Orgullo Transgenial (Transgenialer CSD). A este evento no se invita a miembros de partidos políticos, y tampoco las empresas pueden patrocinar carrozas. Después del desfile hay un festival con un escenario para oradores políticos y artistas. Se tratan en grupo diversos temas, como las pobreza, las prestaciones por desempleo (Hartz IV), la gentrificación y la idea de Europa como fortaleza, desde perspectivas LGBT.
En junio de 2010, la filósofa y teórica estadounidense Judith Butler rechazó el Premio al Valor Civil (Zivilcouragepreis) en la entrega de premios del desfile del CSD de Berlín, lamentando en su discurso que el desfile se había vuelto demasiado comercial, y que ignoraba la problemática del racismo y de la doble discriminación a la que se enfrentan los migrantes homosexuales o transexuales. Según Butler, incluso los propios organizadores promueven el racismo. El administrador general del comité del CSD, Robert Kastl, respondió a las acusaciones de Butler y señaló que los organizadores ya otorgaron un centro de asesoramiento para lesbianas que se enfrentaban a la doble discriminación en 2006. Con respecto a las acusaciones de comercialización, Kastl explicó que los organizadores de CSD no piden a los grupos pequeños que paguen la cuota de participación de entre 50 y 1500 €. También se distanció de todas las formas de racismo e islamofobia.